# Andrija Žižić
Andrija Žižić és un exjugador de bàsquet croat.
Ex-jugador del FC Barcelona (2005), on no va convèncer, tot i que només va formar part de l'equip durant mitja temporada, en una temporada difícil per l'equip, que estava en fase de destrucció després de guanyar la triple corona dos anys abans.

## Trajectòria
- Pedrera Omis Mosor: fins al 1997. (juvenil)
- Plastic Solin (Croàcia): 1997-1998. (juvenil)
- KK Split (Croàcia): 1998-2003.
- Cibona Zagreb (Croàcia): 2003-2005.
- FC Barcelona (Espanya): 2005.
- Olympiakos (Grècia): 2005-2007.
- Panathinaikós (Grècia): 2007-2008.
- Galatasaray SK (Turquia): 2008-2009
- CAI Zaragoza (Espanya): 2009
- KK Cedevita (Croàcia): 2009-2010
- ASVEL (França): 2010-2011
- KK Cedevita (Croàcia): 2011
- Cibona Zagreb (Croàcia): 2011-2013
- BC Astana (Kazakhstan): 2014
- Maccabi Tel Aviv BC (Israel): 2014
- Fulgor Libertas Forlì (Itàlia): 2014-2015
- Pallacanestro Piacentina (Itàlia): 2015
- Cibona Zagreb (Croàcia): 2015-2016

## Palmarès

### Títols internacionals de Selecció
- 1 Medalla de Bronze en el Mundobasket Júnior de Lisboa'1999, amb la selecció de Croàcia Júnior.
- 1 Medalla de Plata en l'Eurobasket Júnior de Varna'1998, amb la selecció de Croàcia Júnior.

### Títols nacionals de club
- 1 Eurolliga: 2013-2014 amb el Maccabi Tel Aviv
- 4 Lligues de Croàcia: 2002-2003 amb el KK Split, i 2003-2004, 2011-2012, 2012-2013 amb el Cibona Zagreb.
- 1 Lliga de Grècia: 2007-2008 amb el Panathinaikós.
- 1 Lliga d'Israel: 2013-2014 amb el Maccabi Tel Aviv.
- 1 Copa de Grècia: 2007-2008 amb el Panathinaikós.
- 1 Copa de Croàcia 2012-2013 amb el Cibona Zagreb.